# Nimfomania (Star Trek: La nova generació)
"Nimfomania" (títol original en anglès "Manhunt") és el dinovè episodi de la segona temporada de la sèrie de televisió de ciència-ficció estatunidenca Star Trek: La nova generació, i el 45è de tota la sèrie, que es va emetre originalment el 19 de juny de 1989, en redifusió als Estats Units. El guió fou escrit per Terry Devereaux i va ser dirigit per Rob Bowman.
Ambientada al segle XXIV, la sèrie segueix les aventures de la tripulació de la nau de la Flota Estel·lar de la Federació Enterprise-D. En aquest episodi, l' Enterprise ha de transportar els delegats a una conferència, un dels quals és una Lwaxana Troi extremadament àvida d'homes amb ulls per al capità Picard.
Mick Fleetwood, bateria i homònim de la banda de rock britànica-estatunidenca Fleetwood Mac apareix, només en aquest episodi i amb un maquillatge pesat, com un dignatari antedeà.

## Argument
La nau estel·lar de la Federació Empresa rep l'ordre d'escoltar dos ambaixadors antedeans a una important conferència al planeta Pacífica. Els antedeans són transportats a bord en un estat catatònic autoinduït, per reduir l'estrès dels viatges espacials, juntament amb un ampli subministrament d'aliments per quan es despertin, d'acord amb el seu costum.
En el camí, l' Enterprise rep l'ordre de trobar-se amb una llançadora que transporta l'ambaixadora telèpata betazoide Lwaxana Troi, la mare de la consellera de la nau Deanna Troi, i el seu criat mut Mr. Homn. A causa de la seva experiència prèvia amb ella (vegeu "Refugi"), el capità Jean-Luc Picard no accepta del tot la presència de Lwaxana, ja que acostuma a ser dominant i mancada de tacte, però les instruccions de la Flota Estel·lar són que se li concedeixi tota la cortesia diplomàtica. Lwaxana convida en Picard a sopar, i se sorprèn de trobar que més que la funció diplomàtica formal per a tot el personal superior que esperava, és un escenari romàntic només per a ells dos. Picard esquiva els seus avenços, convidant l'android tinent comandant Data a unir-se a ells, i manipulant-lo perquè es faci càrrec de la conversa amb anècdotes llargues.
Troi explica que la seva mare ha entrat a "La Fase": una etapa de la vida d'una dona betazoide en què el seu desig sexual augmenta dràsticament, i que està buscant un nou marit (va quedar vídua fa temps). A més, la seva telepatia s'ennuvola com a efecte secundari, la qual cosa la fa malinterpretar els pensaments de Picard com a indicacions de desig sexual per ella. Picard es retira a l'holocoberta per amagar-se d'ella, deixant al comandant Riker a càrrec. Frustrada per l'absència de Picard, Lwaxana apunta a Riker i fa un anunci sorpresa a la tripulació del pont que es casaran.
Mentrestant, els antedeans han ressuscitat, i Riker va a l'holocoberta per avisar a Picard. Lwaxana segueix, i després d'haver determinat que Riker tampoc està interessat, posa la seva atenció en un personatge de la simulació de Dixon Hill de Picard, que li retorna el seu afecte. Picard, amb certa reticència, l'informa que el seu nou marit és només una projecció hologràfica.
Quan la nau arriba a la conferència i els ambaixadors reunits es preparen per arribar al planeta, Lwaxana informa sense cap mena de tacte a la tripulació que els antedeans són en realitat assassins. Tot i que ho neguen, les exploracions mostren que porten explosius, tal com va indicar Lwaxana, i són detinguts. Ella remarca que, tot i que no ha trobat un nou marit, almenys va salvar la conferència, i mentre és transportada, castiga en joc a Picard per tenir "pensaments tan entremaliats" sobre ella, per a la seva consternació.

## Repartiment i doblatge al català
La sèrie va ser doblada al català pels estudis Tramontana (primera part) i Soundtrack (segona part) i emesa a TV3 l’any 1991. Els dobladors de l'episodi foren:
| Personatge        | Actor/actriu     | Veu en català    |
| ----------------- | ---------------- | ---------------- |
| Jean-Luc Picard   | Patrick Stewart  | Joan Crosas      |
| William Riker     | Jonathan Frakes  | Antoni Forteza   |
| Data              | Brent Spinner    | Joaquim Sota     |
| Geordi La Forge   | LeVar Burton     | Aleix Estadella  |
| Worf              | Michael Dorn     | Enric Arquimbau  |
| Katherine Pulaski | Diana Muldaur    | Núria Cugat      |
| Deanna Troi       | Marina Sirtis    | Victòria Pagès   |
| Wesley Crusher    | Will Wheaton     | Roger Pera       |
| Miles O'Brien     | Colm Meaney      | Joan Pera        |
| Lwaxana Troi      | Majel Barrett    | Marta Padovan    |
| Slade Bender      | Robert Constanzo | Xavier Fernández |
| Scarface          | Robert O'Reilly  | Manel Català     |
| Rex               | Rod Arrants      | Joan Pera        |
| Madeline          | Rhonda Aldrich   | Alícia Laorden   |
| Sr. Homn          | Carel Struycken  | ?                |

## Guió
Aquest va ser l'últim episodi de Star Trek: La nova generació, del qual Tracy Tormé va escriure el guió. Es basa en dos episodis de la primera temporada, també escrits per Tormé: l'episodi onzè (Refugi), en què Lwaxana Troi va fer la seva primera aparició, i l'episodi dotzè (L'adéu final), en què es va veure per primera vegada el programa holocoberta Dixon-Hill de Picard. La història de l'holocoberta es va inspirar en gran manera en les novel·les policíaques de Raymond Chandler Farewell, My Lovely i The Little Sister. Com a l'episodi dotzè de la segona temporada (El Royal), Maurice Hurley va revisar molt l'esborrany de Tormé i moltes de les seves idees originals van ser esborrades. Per exemple, Picard, com a Dixon Hill, havia de lliurar un monòleg sobre la trama, com era habitual a les produccions de cinema negre dels anys quaranta. Això no es va fer perquè es va suposar que l'espectador mitjà estaria confós, ja que, d'altra manera, Picard només donaria monòlegs durant les entrades de registre. Tormé va quedar tan insatisfet amb els canvis que només es va permetre acreditar com a guionista als crèdits de l'episodi sota el seu pseudònim Terry Devereaux. Sota el seu nom real, apareix als crèdits com a "consultor creatiu". Tormé va deixar la sèrie al final de la segona temporada.

## Producció
El músic Mick Fleetwood del grup Fleetwood Mac va interpretar un dels ambaixadors dels antedeans, i era un gran fan de Star Trek. No li importava que només fos una petita part, sempre que el seu personatge arribés a sortir. Es va haver d'afaitar la barba per permetre el maquillatge de les pròtesis.
Robert O'Reilly va protagonitzar Scarface al programa coberta de Dixon Hill. Més tard va interpretar al klíngon Gowron.

## Recepció
"Nimfomania" va rebre una puntuació de Nielsen de 8,9 i un rànquing de 3, per la qual cosa, segons el sistema de Nielsen, va arribar a l'extrem inferior de visualitzacions de la primera emissió de Star Trek: La nova generació.
Zack Handlen de The A.V. Club va donar a l'episodi una nota C.
Keith R. A. DeCandido de Tor.com va donar l'episodi 2 de 10. Manifesta que tot i que té alguns moments divertits, en general sembla una comèdia mal escrita de la dècada de 1940. Fa semblar Lwaxana Troi idiota en semblar incapaç de manejar la tecnologia que és completament normal a la sèrie. A més, cap de les tres històries (els antedeans, La recerca d'un home per Lwaxana Troi i la història de Dixon Hill) arriba a una conclusió satisfactòria.
El 2019, Den of Geek va assenyalar aquest episodi per incloure un romanç incòmode entre Picard i Lwaxana Troi.
El 2017, SyFy va qualificar els antedeans que apareixen en aquest episodi, un dels 11 aliens més estranys de Star Trek: La nova generació, remarcant que eren "més estranys que l'almirall Ackbar."
El 2019, Kayleena Pierce-Bohen de Screen Rant va classificar "Nimfomania" com el tercer episodi més divertit de La nova generació.